# Третий шведский крестовый поход

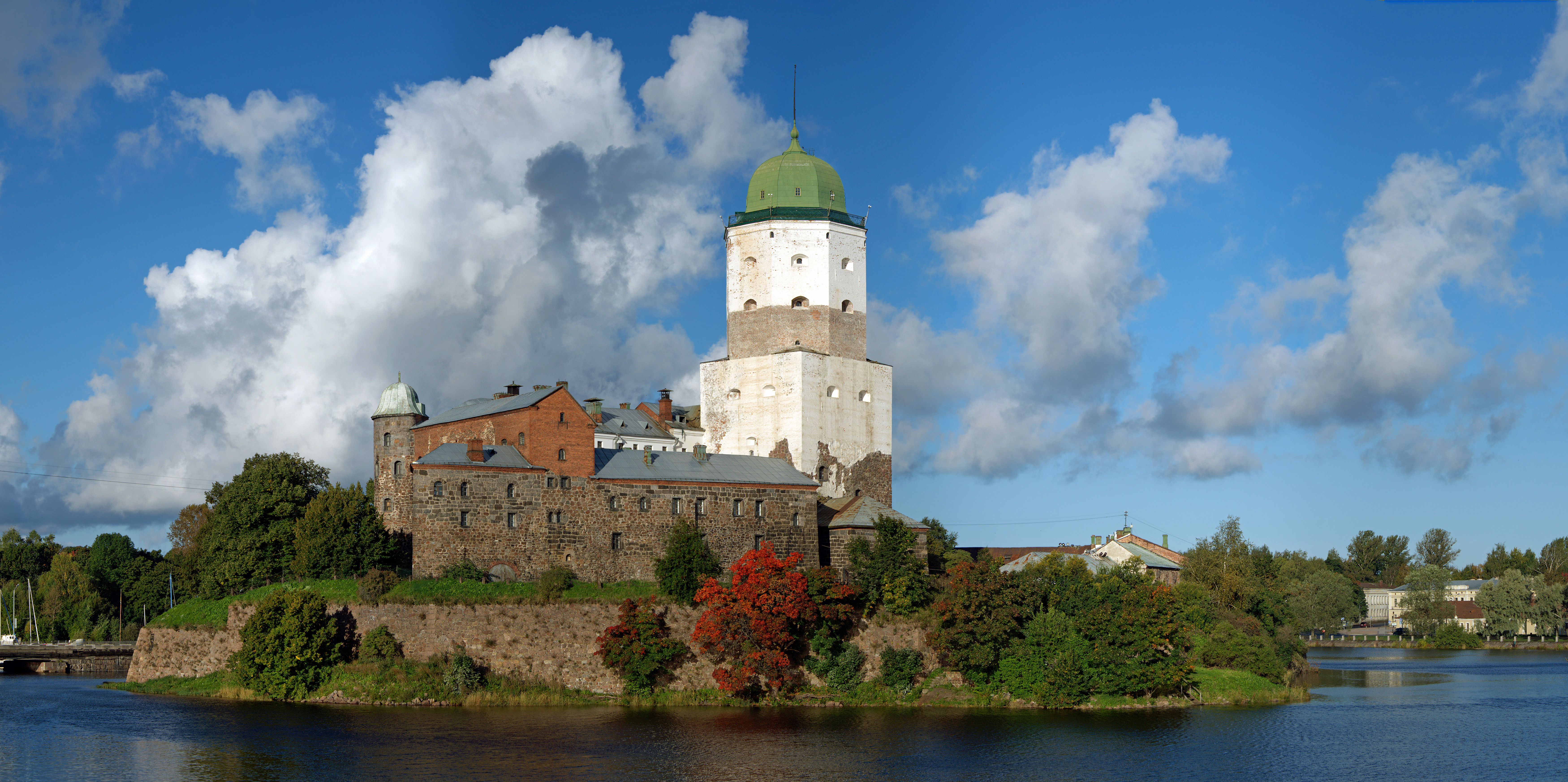
Выборгский замок

Третий шведский крестовый поход (швед. Tredje svenska korståget) — эпизод шведского завоевания и христианизации Финляндии и шведско-новгородских войн, шведская военная экспедиция в 1293 году в Карелию, которую контролировала Новгородская республика.

### Предыстория
Ранее, в 1240—1250 годах был проведён второй шведский крестовый поход, в результате которого было покорено финское племя емь.
В 1283 году шведы, пройдя через Неву, совершили набег на новгородские земли, но на обратном пути были перехвачены новгородцами на реке Неве. В 1284 году шведский флот под начальством воеводы Трунда прошёл в Ладожское озеро для сбора дани с подвластных Новгороду карелов. Новгородцы во главе с посадником Семёном дождались возвращения шведов в устье Невы, напали на них и уничтожили большую часть шведских кораблей.

### Обстоятельства похода
В 1292 году шведские отряды по 400 человек каждый атаковали карелу и водь, но неудачно. И после этого, на новый, 1293 год, шведы замыслили лучше подготовленную экспедицию: прийдя в Карелию, они основали тут Выборгский замок. В том же году новгородцы, во главе которых стоял Роман Глебович, безуспешно осаждали его. В результате этого похода 1293 года западная Карелия стала провинцией Швеции более чем на 400 лет.

### События после похода
В 1294-1295 годах военные действия продолжились. Шведы из выборгского гарнизона во главе с Сигурдом Локке взяли Корелу и основали Кексгольм, но новгородцы разрушили крепость. Также новгородцы предприняли осаду Выборгского замка, но не смогли взять его.

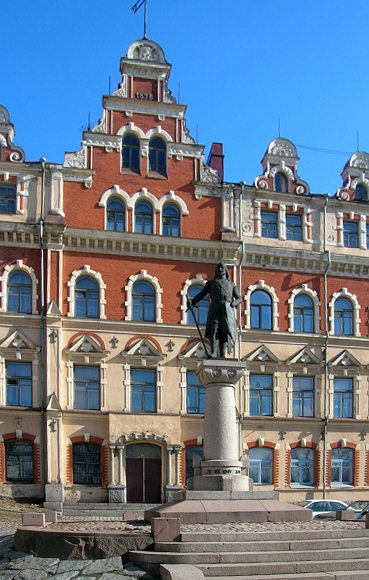
Памятник Кнутссону в Выборге, основателем которого он считается

В 1300 году шведы под предводительством Торкеля Кнутссона высадились в месте впадения Охты в Неву, основав здесь постоянную крепость Ландскрона (в русских летописях «Венец земли»). Это была очень мощная крепость. Русский отряд пытался воспрепятствовать строительству. С целью уничтожения шведских кораблей русские пустили по течению реки Охты горящие плоты из бревен, но шведы успели перегородить реку бревном. Штурм крепости не имел успеха и русский отряд отошёл. Осенью основные силы шведов отправились домой оставив в крепости гарнизон в 300 человек. Весной 1301 года суздальско-новгородское войско под предводительством великого князя Андрея Александровича осадило крепость. Шведы были ослаблены цингой и голодом и не могли долго сопротивляться. 18 мая 1301 года новгородцы ворвались в крепость, перебили её гарнизон, сожгли и разорили укрепления.
С начала XIV века напряжённость усилилась, обе державы находились в состоянии постоянной войны. В 1310 году новгородцы предприняли поход для восстановления городка на реке Узъерва (Вуокса), впадающей в Ладожское озеро. На месте старых укреплений был построен новый город Корела, ставший опорным пунктом новгородцев в этом районе. В ответ шведский флот приплыл к Ладоге и сжёг её. В 1311 году новгородцы под начальством князя Дмитрия Романовича предприняли морскую экспедицию через Финский залив на побережье Финляндии. В результате успешных действий новгородцы овладели районом Борго — Тавасгус и захватили огромную добычу.
Три года спустя недовольство карелов властью Новгорода вылилось в открытый бунт, русские правители были убиты, Карелия запросила помощь у Швеции. После нескольких месяцев противостоянии Карелия снова была подчинена Новгородом.
В 1318 году новгородцы напали на Або в юго-западной Финляндии. Город и собор, а также епископский замок Куусисто были сожжены. В 1323 году войско под предводительством князя Юрия вновь осадило Выборг, стояло под стенами замка целый месяц, но не смогло взять его несмотря на применение камнемётных машин. В том же 1323 году новгородцы основали Орешек — важную крепость, контролировавшую Неву у её истоков из Ладожского озера.
Несмотря на длительные боевые действия, положение сторон с конца XIII века не изменилось. Неудачи последних походов показывали бесперспективность дальнейших столкновений. И Русь, и Швецию раздирали серьёзные внутренние конфликты. Ганза, нёсшая убытки от боевых действий, оказывала давление на обе стороны, требуя прекращения войны. В результате 12 августа 1323 года между Россией и Швецией был заключён Ореховский мирный договор на условиях компромисса.
Договор был заключен на Ореховом острове во вновь построенной русской крепости Орешек. С русской стороны присутствовал великий князь Юрий Данилович, а непосредственно от новгородцев посадник Варфоломей Юрьевич и тысяцкий Аврам. Юрий Данилович был назван в договоре великим князем (rex magnus, mukle konungher), а шведский король Магнус просто князем (rex, konungher). Договор зафиксировал существующее положение вещей, признавая за шведами и русскими фактически занимаемые ими земли. Это был единственный договор Новгородской республики, заключенный непосредственно великим князем. Ореховский мирный договор был первым мирным соглашением между Россией и Швецией, определившим все последующие мирные договоры вплоть до Тявзинского мирного договора.